# Charles-Joseph Traviès

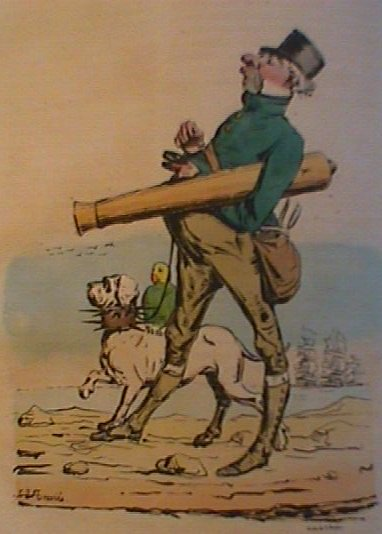
Grand Projects von Traviès (1830)

Charles-Joseph Traviès de Villers (* 21. Februar 1804 in Wülflingen, heute Winterthur; † 13. August 1859 in Paris), oft nur Traviès genannt, war ein Schweizer, später in Frankreich eingebürgerter Maler und Karikaturist.

## Biografie
Charles-Joseph Traviès wurde am 21. Februar 1804 als Sohn französischer Emigranten im damals noch eigenständigen Weinbauerndorf Wülflingen bei Winterthur geboren. Bereits bald danach zog die Familie zurück nach Frankreich. Als er fünf Jahre alt war, wurde in Doullens sein jüngerer Bruder Édouard geboren, der später als Tierzeichner Bekanntheit erlangte.
In Paris erlernte er ab 1825 als Schüler des Portraitmalers François-Joseph Heim und an der École royale des beaux-arts die Genremalerei und nahm 1832 am Salon de Paris teil. Später arbeitete er als Karikaturist bei den Zeitungen La Caricature und Le Charivari und stellte sich mit seinen Karikaturen öfters auf die Seite der sozial Schwächeren und Aussenseiter der Gesellschaft.
Dort schuf er auch den bekannten Charakter Mayeux, manchmal auch Mahieux genannt, mit denen er die Fehler der Bourgeoisie unter König Louis-Philippe I. karikierte. Mayeux wurde in Folge von allen bedeutenden Pariser Karikaturisten jener Zeit kopiert, unter anderem Cham, Daumier, Delaporte, Grandville und Robillard. Auch Honoré de Balzac hat unter dem Pseudonym Mayeux zwei Artikel geschrieben.
Nachdem mit den Septembergesetzen 1835 politische Karikaturen verboten wurden, widmete sich Traviès vermehrt dem zeichnerischen Dokumentieren von Sitten und Bräuchen der Bevölkerung und des Kleinhandwerks. Auch half er 1848 bis 1855 die Werke Balzacs zu illustrieren.
Traviès starb am 13. August 1859 im Alter von 55 Jahren in Paris.